# Laurence Fishburne
Laurence John Fishburne III (Augusta (Georgia), 30 juli 1961) is een Amerikaanse acteur.

## Biografie
Fishburne startte zijn carrière op 12-jarige leeftijd in het ABC-programma One Life to Live. Als 14-jarige speelde hij de rol van Mr. Clean in Francis Ford Coppola's Vietnam-epos Apocalypse Now. Later deed hij mee aan een kinderprogramma, Pee-Wee's Playhouse. In 1991 werd hij bekender door zijn rol in de film Boyz n the Hood. In 1992 kreeg Fishburne een Emmy Award voor de televisieserie Tribeca. In 1995 speelde hij de hoofdrol in de televisiefilm The Tuskegee Airmen, een verhaal over gekleurde piloten in de US Air Force ten tijde van de Tweede Wereldoorlog. In 1999 speelde Fishburne mee in de film The Matrix als Morpheus. Deze film werd een ongekend succes. Fishburne had ook een rol in de twee vervolgdelen. In 2006 speelde hij in Mission: Impossible III, waarin hij de baas van Tom Cruise speelt.
In augustus 2008 werd bekend dat Fishburne zich bij de cast van CSI zou aansluiten. Hij ging de rol vertolken van Dr. Raymond Langston. De eerste aflevering waarin hij te zien was, trok bijna 21 miljoen kijkers. Dat waren er 3 miljoen meer dan het gemiddeld aantal kijkers in de voorafgaande weken. Op 1 maart 2010 was Langston te zien bij RTL 4 in de eerste CSI-trilogie, waarin hij meewerkt aan een zaak die bij de drie CSI-instanties om een oplossing vraagt. Hij is de enige onderzoeker die naast zijn eigen standplaats Las Vegas ook te zien is in Miami en New York. In 2011 legde Fishburne zijn rol in CSI neer. Hij werd opgevolgd door Ted Danson.

## Filmografie
- Cornbread, Earl and Me (1975)
- Fast Break (1979)
- Apocalypse Now (1979)
- Willie & Phil (1980)
- Death Wish II (1982)
- Rumble Fish (1983)
- The Cotton Club (1984)
- The Color Purple (1985)
- Quicksilver (1986)
- Band of the Hand (1986)
- A Nightmare on Elm Street 3: Dream Warriors (1987)
- Gardens of Stone (1987)
- Cherry 2000 (1987)
- School Daze (1988)
- Red Heat (1988)
- King of New York (1990)
- Cadence (1990)
- Class Action (1991)
- Boyz n the Hood (1991)
- Deep Cover (1992)
- What's Love Got to Do with It (1993)
- Searching for Bobby Fischer (1993)
- Othello (1995)
- The Tuskegee Airmen (1995)
- Higher Learning (1995)
- Bad Company (1995)
- Just Cause (1995)
- Fled (1996)
- Event Horizon (1997)
- Hoodlum (1997)
- The Matrix (1999)
- Once in the Life (2000)
- Osmosis Jones (2001, stem)
- Biker Boyz (2003)
- The Matrix Reloaded (2003)
- Mystic River (2003)
- The Matrix Revolutions (2003)
- Assault on Precinct 13 (2005)
- Kiss Kiss Bang Bang (2005, stem)
- Akeelah and the Bee (2006)
- Mission: Impossible III (2006)
- Five Fingers (2006)
- Bobby (2006)
- TMNT (2007, stem)
- Fantastic Four: Rise of the Silver Surfer (2007, stem)
- The Death and Life of Bobby Z (2007)
- 21 (2008)
- Tortured (2008)
- Days of Wrath (2008)
- Predators (2010)
- Contagion (2011)
- The Colony (2013)
- Man of Steel (2013)
- Black-ish (2014)
- Ride Along (2014)
- The Signal (2014)
- Batman v Superman: Dawn of Justice (2016)
- Passengers (2016)
- Standoff (2016)
- John Wick: Chapter 2 (2017)
- Ant-Man and the Wasp (2018)
- John Wick: Chapter 3 – Parabellum (2019)
- Ice Road (2021)
- John Wick: Chapter 4 (2023)
- What If...? (2023-2024, stem)
- Megalopolis (2024)